# Marco IV di Alessandria (copto)
Papa Marco IV (in arabo egiziano مرقس الرابع; Egitto, ... – Egitto, 31 gennaio 1363), è stato l'84º Papa della Chiesa ortodossa copta.
Nel 1348 salì sul trono patriarcale dopo la morte di Pietro V. Il suo papato fu tempestato da nuove persecuzioni dei saraceni contro i cristiani nel 1352. Morì nel 1363, lasciando la sede vacante per due anni.